# Ernestia maguirei
Ernestia maguirei är en tvåhjärtbladig växtart som beskrevs av John Julius Wurdack. Ernestia maguirei ingår i släktet Ernestia och familjen Melastomataceae. Inga underarter finns listade i Catalogue of Life.